# Bjarne Møgelhøj
Bjarne Møgelhøj (født 14. maj 1944) var formand for FDB fra 1983 til 1998. Han har desuden været formand for Centrum-Demokraterne, men valgte i 2007 at skifte til Ny Alliance. Bjarne Møgelhøj er cand.oecon. og har forsket i andelsbevægelsen.
Han er Ridder af Dannebrog af 1. grad.

## Bøger af Bjarne Møgelhøj
- Det kooperative særpræg, 1980, ISBN 87-85198-60-9
- Landbrugerindflydelse i små og store andelsselskaber beskrivelse og analyse af mælkeproducenternes faktiske og mulige indflydelse i små og store andelsmejerier (sammen med Jeppe Als), 1981, ISBN 87-85198-76-5
- Landbrugskooperationen i Norden medlemsaktivitet – medlemsindflydelse (red., sammen med Jeppe Als), 1982, ISBN 87-85198-81-1